# موريسية
الموريسية هو جنس أحادي من نبات الزينة في الفصيلة الكرنبية. النوع الوحيد هي الموريسية مطوية الثمار. مهده جزر قرسقة وسردانية في البحر الأبيض المتوسط.